# Mark 82
Mark 82 — американская авиационная бомба, разработанная в 1950-х годах.
Имеет номинальную массу 227 кг, но её фактический вес может колебаться в зависимости от модификации. Корпус изготавливается из металла. Он заполнен 89 кг взрывчатки Тритонал. Мk 82 является боевой частью для бомб с лазерным наведением GBU-12, GBU-38 JDAM.

## Система наведения
Отсутствует (неуправляемая бомба). При этом может конвертироваться в управляемую с помощью комплекта KMU-368B (Laser Guided Bomb Kit WS-212D) разработанный и производившийся компанией Texas Instruments, Inc., Даллас, Техас.

## Задействованные структуры
В процессе разработки и производства бомб были задействованы следующие подрядчики (с указанием выделенных бюджетных средств по курсу на момент ассигнования, приведены данные за 1969 г.):
- General Dynamics — генеральный подряд.
- American Machine & Foundry Co.[англ.], Йорк, Пенсильвания — производство корпусов бомб Mk 82 Mod 1 ($6.697.690);[3][4]
- Atlas Fabricators, Inc., Лонг-Бич, Калифорния — производство поддонов для бомб Mk 82 ($1.603.362);[5]
- Borg Warner Corp., Чикаго, Иллинойс — ($17.389.100);[3][6]
- Intercontinental Manufacturing Company[англ.], Гарленд, Техас — производство корпусов бомб Mk 82 Mod 1 ($18.320.440);[6]
- Norris Industries, Лос-Анджелес, Калифорния — производство корпусов бомб Mk 82 Mod 1 ($53.182.140);[5]
- StraightLine Manufacturing Co.[англ.], Корнуэлл-Хайтс, Пенсильвания — производство хвостового оперения бомб Mk 82 Mod 1 ($8.226.988);[7]
- United States Steel Corp.[англ.], Маккиспорт, Пенсильвания — производство корпусов бомб Mk 82 Mod 1 и Mod 2 ($3.741.600).[3]